# QiLinux
QiLinux este o distribuție de Linux bazată pe RPM.

## Legături externe
- Site oficial